# La Talanta
La Talanta ist eine Komödie von Pietro Aretino in fünf Akten, die zusammensetzt, bearbeitet und durchgeführt während des Karnevals von 1542 worden war.

## Inhalt

### Zueignung
Aretino widmet seine Komödie dem Herzog Cosimo I. de’ Medici (1519–1574), nicht jedoch, damit diese seinen unendlichen Ruhm mehre, sondern als Zeichen seiner Demut. Er vergleicht die Komödie mit dem bescheidenen Holz, aus dem der Sarg Cosimos Vater bestehe und das an Würde und Pracht den Marmor, der den Palast Cosimos bilde, nicht zuletzt durch die Verehrung, die Cosimos Vater durch die reiche Verzierung des Holzes zuteilgeworden sei, überrage. Aretino appelliert an die Sanftmut des Fürsten. Diese solle ihn dazu verleiten, die Komödie anzunehmen, denn die Komödie sei zwar nicht nur einem bescheidenen Geist entsprungen, wie Aretino eingangs in der Zueignung erwähnt hatte, sondern auch der Zuneigung gegenüber dem Fürsten, die er durch eine Reihe von Superlativen ins Unermessliche steigen lässt. Je mehr das Los dafür sorge, dass der Cosimo Aretino seine Gnade entziehe, desto stärker wachse in Aretino das Verlangen, ihn zu verehren.

### Prolog
In den Ausführungen des Vortragenden zu Beginn des Prologs geht es darum, dass das Handeln, das zur Erlangung eines bestimmten Ziels am konsequentesten erscheint, einen in Wirklichkeit am ehesten vom Ziel entfernt. Diese Ausführungen haben, so stellt sich heraus, den Zweck, durch das viele Reden des Vortragenden das Publikum in ironischer Art und Weise zum Schweigen zu bringen bzw. es dazu zu ermahnen. Des Weiteren, so führt der Vortragende aus, ziehe er es vor, eine Geschichte zu erzählen denn sowohl die Bühnenausstattung als auch die Komödie selbst zu preisen. Am Abend des Vortags sei er einer Gruppe von Hohlköpfen begegnet, die der Fürst gerade wegen ihrer Dummheit an den Hof geholt habe. Um durch diese Hohlköpfe keinen Schaden zu erleiden, habe sich der Vortragende sodann ins Bett geflüchtet. Er sei prompt eingeschlafen und habe einen Traum gehabt. Im Traum sei er in den Himmel aufgestiegen. Die Sterne hätten ihm gesagt, dass sie ihn, da er nun einmal da sei, in einen Gott oder eine Göttin seiner Wahl verwandeln wollten. Ähnlich wie im Prolog zu Lo Ipocrito (1542) folgt eine Liste von Göttern. Diesmal ist die Aufzählung der Tatsache geschuldet, dass der Vortragende für jeden Gott und jede Göttin einzeln begründet, warum er nicht in ihn bzw. sie verwandelt werden möchte. Als ihm vorgeschlagen worden sei, so der Vortragende, Cupido, d. h. der Gott der Liebe zu sein, habe er sofort eingewilligt. Da ihm unter anderem Flügel gewachsen seien, habe er aus der Luft die Menschen bei ihren mannigfaltigen Liebeshändeln beobachten können. Auch diese werden aufgezählt. Nach der Aufzählung der Liebeshändel wechselt der Ton des Vortragenden in Bitternis. Es ist vom schlechten Charakter der Frauen die Rede. Diese würden vom Teufel dadurch bestraft, dass sie schlechten Männern anheimgegeben würden. Anschließend ist von den Männern die Rede, von denen die dümmsten die hübschesten Frauen abbekämen und schließlich von den Liebenden, die in der Kirche den Brief ihrer Angebeteten öffneten und diesen aufgrund ihrer Bosheit zerrissen. Solche Weichlinge, wie er sie nennt, habe er als Liebesgott mit Liebespfeilen beschießen wollen, um ihnen Mut einzuflößen, doch habe er sich im Traum eines Besseren besonnen, da Schwächlinge seiner Pfeile nicht Wert seien und so habe er sie auspeitschen wollen. Bei der Peitschbewegung sei er aufgewacht und habe festgestellt, dass er sich sämtliche Finger gebrochen habe. Schließlich geht der Vortragende ab, da er aufgrund der gebrochenen Finger einen Arzt aufsuchen müsse.

### Argomento (Handlung)
Da die Schauspielertruppe hinter den Kulissen daran zweifele, dass das Publikum die Handlung verstehen werde, werde nun eine (allerdings äußerst vage) Zusammenfassung der Handlung vorgetragen. Nachdem der Dirne Talanta, der die Tür vor der Nase zugeknallt worden sei, sich von ihrer Wut wieder erholt habe, habe sie sich Orfinio zum Gemahl genommen. Talanta sei außerdem in Wut geraten, da ihr die Sklavin und der Sarazene entlaufen seien, die ihr jeweils vom Capitano Tinca aus Neapel und von Messer Vergolo aus Venedig geschenkt worden seien. Indessen habe Armileo Romano bzw. Armileo aus Rom vorgegeben, Talanta zu lieben, um auf diese Weise Zugang zur Sklavin zu bekommen, der eigentlich seine Liebe gelte. Er sei darauf einem gewissen Blando begegnet. Blando habe eine junge Frau bei sich geführt. Dies wiederum habe Armileo dazu veranlasst, beide dazu zu zwingen, bei ihm zu wohnen, zumal er in der jungen Frau seine angebetete Sklavin gewähnt habe. Nachdem Blando Armileo vom Verlust zweier Kinder erzählt habe, die zusammen mit der vermeintlichen Sklavin Drillinge seien, habe sich herausgestellt, dass der Sarazene in Wirklichkeit eine Frau, die Sklavin hingegen ein Mann sei. Der als Sklavin verkleidete Mann sei inzwischen der Mann Marmilias, die wiederum die Tochter des Capitano Tinca sei; die als Sarazene verkleidete Frau sei inzwischen die Gemahlin Marchettos, der der Sohn Vergolos sei. Da die von Armileo für die Sklavin gehaltene Tochter Blandos, Oretta, die als Mann verkleidet Blando gedient habe, dem zuvor als Sklavin verkleideten Antino ähnlich sei, habe er sie geheiratet. Während es aufgrund der Wiedererkennung ein Freudenfest gegeben habe, hätten der Capitano Tinca und Herr Vergolo Talanta finanziell sowohl für den Verlust der Sklavin als auch den des Sarazenen entschädigt. Auf diese Weise sei Orfinio ermöglicht worden in den Besitz Talantas zu gelangen. Die Zuschauer sollten nun schweigen, um zu hören, was Talanta zu sagen habe.

### Erster Akt
- Die Handlung spielt im winterlichen Rom. Die Dirne Talanta hat vier Liebhaber, Armileo, Orfinio, Vergolo und den Capitano Tinca. Sie allerdings erwidert deren Liebe nicht, denn für sie, so behauptet sie, sei die Liebe nichts weiter als eine geschäftliche Angelegenheit. Außerdem sei die Liebe ihrer Freier eine Einbildung. In Wirklichkeit würden sie sie bloß konsumieren. Dementsprechend sei sie für Orfinio vorübergehend nicht zu sprechen, da Tinca, Vergolo und Armileo bei ihr Priorität hätten, denn Tinca habe ihr eine Sklavin, Vergolo einen Sarazenen und Armileo eine große Summe Geld versprochen. Als Orfinio ihr Haus betreten möchte, lässt sie ihn wegschicken. Orfinios Herz ist ob dieser Abweisung gebrochen. Doch Talanta hat ihn nicht abgeschrieben. Sie erklärt ihm anschließend offen ihre Situation und erbittet sich drei (kurze, da Winter-) Tage, d. h. einen Tag für jeweils einen der drei anderen Freier. Sie möchte im Gegenzug im Sommer zehn lange Tage ausschließlich mit Orfinio verbringen. Da Orfinio nun von den großzügigen Geschenken seiner Rivalen weiß, lässt er ihr eine goldene Kette holen. Außerdem gelobt er, sich, wie von ihr verlangt, ihr gegenüber drei Tage lang zurückzuhalten.
- Der Venezianer Vergolo ist nach Rom gereist um seinem Sohn Marchetto eine Stelle am Hof der Stadt zu beschaffen. Den nun für Talanta bestimmten Sarazenen habe er vom selben Händler gekauft wie der Capitano Tinca seine Sklavin, so erzählt er seinem ortsansässigen Begleiter Pizio. Der Sarazene habe schon so oft mit seinem Sohn geschlafen, dass dieser den Sarazenen lieb gewonnen habe. Nach einer Stadtbesichtigung begeben sich Vergolo, Pizio und Vergolos Diener Scrocca zu Talanta. Während Vergolo und Pizio sich in Talantas Haus aufhalten, wartet Scrocca draußen auf sie. Da Scrocca einschläft, wird der Maulesel Vergolos von Branca gestohlen, der sich von Tinca aushalten lässt.
- Eigentlich sollte Branca Talanta die Nachricht überbringen, dass Talanta sich in kurzer Zeit im Besitz der versprochenen Sklavin befinden werde. Da er Scrocca vor Talantas Haus schlafen sieht und dem Konkurrenten Tincas Schaden zufügen möchte, entwendet er ihm den Maulesel. Nachdem Vergolo Talantas Haus verlassen und den Diebstahl des Maultiers bemerkt hat, richtet Branca Talanta die ihm von seinem Gönner ausgerichtete Botschaft aus. Das Publikum erfährt außerdem, dass analog zum Sohn Vergolos Tincas Tochter oft mit der Sklavin geschlafen, sie sie auf diese Weise lieb gewonnen habe und nun über deren bevorstehende Schenkung zutiefst betrübt sei.

### Zweiter Akt
- Anlässlich des bevorstehenden Karnevals beschließen Costa, ein Diener Orfinios, und Fora, ein Diener Vergolos, einen Streich zu spielen. Beide träumen nämlich von den Tischgelagen ihrer Herren. Der Streich hat den Zweck, dass beide sich demnächst selbst die Mägen mit den ersehnten Köstlichkeiten vollstopfen können.
- Die im ersten Akt erwähnten Geschenke werden an Talanta übergeben, d. h. der Sarazene, die Sklavin, die große Summe Geld und die goldene Kette. Es stellt sich heraus, dass der Sarazene und die Sklavin sich äußerst ähnlich sind. Armileo, so erfährt an anderer Stelle das Publikum, liebt nicht Talanta, sondern gibt vor, sie zu lieben, um auf diese Weise Zugang zu der Sklavin zu bekommen, die Tinca ihr geschenkt hat und der seine Liebe eigentlich gilt.
- Absurderweise kommt es wegen der Rivalität um Talanta zu einem Duell zwischen Armileo und Orfinio, das beide überleben.
- Vergolo wiederum bringt durch die Schenkung des Sarazenen seinen Sohn Marchetto gegen sich auf.

### Dritter Akt
- Aus einem Gespräch Marmilias mit ihrer Dienerin Stellina geht hervor, dass die Sklavin in Wirklichkeit männlichen Geschlechts ist. Marmilia und Stellina hecken einen Plan aus, mithilfe dessen sie Talanta die Sklavin entreißen können. Zu diesem Zweck lässt Marmilia Stellina einen Türkis aus ihrer Schatulle entnehmen. Dieser soll dazu dienen Talanta eventuell zu bestechen, um auf diese Weise den Zugang zur Sklavin zu erleichtern. Der Plan gelingt: Talanta gewährt Stellina Zugang zur vermeintlichen Sklavin. Stellina nutzt dies, um die Sklavin daran zu erinnern, dass sie Talanta entfliehen solle. Auf derer Straße begegnet Stellina Fora, der mit Marchetto ebenfalls einen Plan ersonnen hat, um den Sarazenen den Händen Talantas zu entreißen. Die Sklavin und der Sarazene kommen Fora jedoch zuvor. Sie nutzen beide die Abwesenheit Talantas, die sich zu einer Taufe begeben hat, um ihr zu entfliehen. Dabei begegnen sie wie zufällig Stellina und Fora, die die beiden in Sicherheit bringen. Die Sklavin und der Sarazene erzählen Stellina und Fora bei dieser Gelegenheit ihre Geschichte. Sie seien bei den Türken in Gefangenschaft geraten und anschließend an einen Händler in Ancona verkauft worden, der sie nach Rom gebracht habe.
- Der fromme Blando trifft in Rom ein. Er befindet sich auf der Suche nach seinen Kindern, d. h. nach seinem Sohn Antino und seiner Tochter Lucilla. Zunächst widmet Blando seine Zeit dem Besuch von Kirchen. Eines seiner drei Kinder, Oretta, begleitet ihn als junger Mann verkleidet.
- Biffa unterbreitet seinem Herrn, Armileo, einen Plan, mithilfe dessen er in den Besitz der Sklavin gelangen könne. Armileo, so Biffa, solle sich als Talanta verkleidet ins Gedränge des Stadtmarktes begeben. Armileo werde von Biffa, der als Armileo verkleidet sein werde, gefolgt. Während der als Talanta verkleidete Armileo im Gedränge verschwinde, werde Biffa sich mit der echten Talanta aufhalten. Armileo solle sich dann zu Talantas Haus begeben. Da er mit ihr identisch sein werde, werde ihm Aldella aufmachen. Armileo solle Aldella fortschicken und sich indessen mit der Sklavin vergnügen. Um den Plan durchführen zu können, muss Biffa allerdings einem Schneider den Auftrag geben, die für den Plan nötige Verkleidung herzustellen. Auf dem Weg zu Schneider erblickt Biffa Blando mit seiner als jungen Mann verkleideten Tochter, Oretta, und sieht seinen Plan vereitelt, da er folgert, dass Talanta die Sklavin verkauft habe und diese sich als junger Mann verkleidet im Besitz Blandos befinde.

### Vierter Akt
- Fora und Costa spielen einem gewissen Messer Necessitas den Streich, den sie im ersten Akt verabredet hatten. Fora will den Necessitas, der sich wohl immer in der Nähe eines bestimmten Madonnenbildes aufhälte, nach dem Maler des Bildes fragen. Wenn der ihm den Namen des Malers genannt habe, werde Fora das Madonnenbild als Abbildung des Heiligen Christoph loben. Necessitas werde ihm wahrscheinlich widersprechen, worauf Fora mit ihm wetten werde, ob es sich bei dem Gemälde um eine Madonna oder den Heiligen Christoph handele. Costa solle beiläufig vorbeikommen, als Schiedsrichter hinzugezogen werden und zugunsten Foras entscheiden. Der Plan gelingt. Fora und Costa treiben ihren Plan jedoch auf die Spitze, indem sie den zufällig in der Nähe befindlichen Branca hinzuziehen. Der soll wiederum entscheiden, ob Costa und Fora oder Messer Necessitas recht hat. Da Costa und Fora ihm durch Zeichen zu verstehen geben, wie seine Antwort lauten soll, entscheidet er zugunsten der beiden und wird, nachdem Necessitas abgegangen ist, an der Beute (d. h. dem Wetteinsatz von Messer Necessitas) beteiligt.
- Armileo gibt zu verstehen, er sei bereit, seine angebetete Sklavin ihrem Käufer abzukaufen. Peno, ein Hauslehrer Armileos, führt diesen zu Blando, in dem er, wie zuvor Biffa, den Käufer der Sklavin zu sehen glaubt. Als Armileo Blando zur Rede stellt, kommt Tinca zufällig hinzu und fordert die Sklavin für sich. Auch Vergolo erscheint plötzlich. Ihn interessiert die Sklavin lediglich, da sie möglicherweise wissen kann, wo sich sein Sohn mit dem Sarazenen aufhält. Da Tinca und Vergolo zunächst jedoch heimkehren, da Vergolo die Justiz hinzuziehen möchte, um aus der Sklavin die Wahrheit über den Verbleib seines Sohnes herauszupressen und Tinca, da er in seinem prahlerischen Wahn ein Heer zusammenstellen möchte, um mithilfe dieses Heeres Blando die Sklavin abzuknöpfen.
- Stellina, die sich inzwischen wieder zu Marmilia begeben hat, wurde von dieser zu Fora zurückgeschickt, nachdem Stellina sie von den jüngsten Ereignissen unterrichtet hat. Da Marmilia beabsichtigt zu fliehen, d. h. die Stadt zu verlassen, möchte sie Marchetto vermittels Stellina dazu überreden, sich am Plan zu beteiligen. Am Ende beteiligt sich neben der Sklavin und dem Sarazenen, Marmilia und Marchetto auch Stellina am Plan. Marchetto hat, um sich für die Zeit seines Verschwindens finanziell abzusichern, eine Truhe seines Vaters geplündert. Vergolo und Tinca bemerken die Flucht ihrer Kinder und dass ihnen von den Kindern Geld entwendet wurde.

### Fünfter Akt

#### Blandos Geschichte
- Armileo und Blando sind mit ihrem Gefolge allein, und Blando erzählt seine Geschichte. Er sei einst mit einer gütigen Frau verheiratet gewesen, die bei der Geburt von Drillingen, zwei Mädchen und einem Knaben, gestorben sei. Bis zum neunten Jahr habe er seine Kinder großgezogen. Da sich die drei sehr ähnlich waren, habe er sie zur Unterscheidung in unterschiedliche Gewänder gekleidet. Eines Tages habe er von der bevorstehenden Belagerung der Stadt durch den Sultan Solimano gehört. Deswegen wollte er nach Venedig übersiedeln, habe alles Hab und Gut verkauft, die Abreise aber immer wieder aufgeschoben. Als er endlich abreisen wollte, habe der Sultan die Stadt eingenommen. In seiner Verzweiflung habe er sich selbst und eine seiner Töchter schwarz gefärbt, um die Besatzer zu täuschen und ihrer Gewalt zu entkommen. Für die beiden anderen Kinder sei jede Hilfe zu spät gekommen, da er in Ketten gelegt worden sei, bevor er sie schwarz färben konnte. Zusammen mit der Tochter, die er als Mann verkleidet bei sich führe und die von Armileo, Tinca und Vergolo für die Sklavin gehalten werde, habe er vier Jahre lang einem Mann gedient, der sie für die Zeit nach dessen Tod für frei erklärt habe. Sein Vermögen habe Blando durch die Gefangenschaft und Versklavung nicht verloren, denn sein Diener Fedele habe sich mit dem Geld in einer Höhle versteckt, seinen Herrn nach der Gefangenschaft ausfindig gemacht, um ihm sein gesamtes Vermögen zurückzugeben. Außerdem habe Blando erfahren, dass die Türken seine beiden anderen Kinder einem Händler in Ancona verkauft hätten. Die Person, die er bei sich führe, so erklärt Blando, sei zwar eine Frau, aber nicht die Sklavin, die Armileo, Vergolo und Tinca suchten. Blando ist untröstlich, weil er glaubt, dass er seine verlorenen Kinder nicht wieder sehen zu werde. Armileo erzählt Blando, dass er den Sarazenen und die Sklavin für die verlorenen Kinder halte, denn, so wird stillschweigend vorausgesetzt, da es sich um Drillinge handelt, müssen sie, nach der Logik der Komödie, „identisch“ aussehen. Sie seien von Vergolo und Tinca einer Hure geschenkt worden, die sie weiterverkauft habe. Peno wendet jedoch ein, Talanta habe behauptet, der Sarazene und die Sklavin seien geflohen. Armileo schickt Fedele los, damit dieser die Sklavin und den Sarazenen ausfindig mache. Fedele trifft bei der Suche auf Fora, der ihm den Aufenthaltsort der beiden verrät, unter der Bedingung, dass keiner der Beteiligten bestraft werde. Durch ein weißes Pulver wird der Sarazene später wieder in einen weißen Christen zurückverwandelt. Die Sklavin und der Sarazene werden zudem zu Armileo gebracht.

#### Die übrigen Handlungsstränge
- Es kommt zu einem Duell zwischen Tinca und Vergolo, da Tinca mit dem Maulesel, der Vergolo mit dessen Zustimmung entwendet wurde angeritten kommt. Tinca unterliegt im Duell. Armileo trennt beide voneinander und überredet sie, sich friedlich zu einigen. Später versöhnen sich beide miteinander, da Fora, nachdem er Fedele den Aufenthaltsort der Sklavin und des Sarazenen verraten hat, den beiden das Geld, das ihre Kinder ihnen entwendet haben, zurückgegeben hat und sie über ihre Freude jede Feindseligkeit vergessen haben. Ein weiterer Grund für die Versöhnung dürfte sein, dass beide nun, da inzwischen die wahre Identität des Sarazenen und der Sklavin offenbar geworden ist, demnächst miteinander verschwägert sein werden, zumal die Eheleute ihrer Kinder Geschwister sind.
- Auch in diesem Akt spielen Costa, Fora und Branca, der diesmal von Anfang eingeweiht ist, einen Streich. Auch diesmal ist das Ziel, wie im ersten Akt angekündigt, dass sich alle drei mit den den Reichen zur Karnevalszeit vorbehaltenen Köstlichkeiten vollstopfen können. Der Streich besteht darin, dass der verkleidete Fora bei einem Wurst- und Käsehändler eine ganze Reihe von Köstlichkeiten bestellt. Da es sich um eine sehr große Menge an Nahrungsmitteln handelt, ist ein Träger vonnöten, der Fora diese nach Hause trägt. Wie zufällig befindet sich der ebenfalls verkleidete Costa in der Nähe und lässt sich als Träger anheuern und geht mit der bestellten Ware fort. Als es später zur Zahlung kommen soll, macht sich Fora davon. Der Wurst- und Käsehändler verfolgt ihn. Fora biegt um die Ecke, tauscht in Sekundenschnelle mithilfe Brancas seine Verkleidung gegen eine weitere und macht schließlich als Lahmer und Einäugiger kehrt. Als er vom Wurst- und Käsehändler nach dem Weg des Diebes gefragt wird, gelingt es Fora diesen davon zu überzeugen, den Gejagten nicht weiter nachzustellen, da dessen Leid weitaus geringer sei, als seine Verkrüppelungen. Die Köstlichkeiten wurden indessen einer nicht näher genannten Person anvertraut. Costa, Fora und Branca verabreden sich schließlich für den Abend des darauffolgenden Tages, um die Köstlichkeiten gemeinsam zu verspeisen.
- Am Ende löst sich alles in Wohlgefallen auf. Neben der bereits erwähnten Versöhnung zwischen Tinca und Vergolo, entschließt sich Talanta dazu Orfinio zu ehelichen. Nachdem die wahre Identität der Sklavin und des Sarazenen offenbar ist und der Verdacht, dass es sich bei der Sklavin in Wirklichkeit um Antino und beim Sarazenen in Wirklichkeit um Lucilla – beides Kinder Blandos – handelt, bewahrheitet hat, werden die Vorbereitungen für die Hochzeit Marchettos und Lucillas sowie Antinos und Marmilias getroffen. Da Armileo feststellen muss, dass seine Liebe zur Sklavin einem Missverständnis geschuldet ist, wird ihm vorgeschlagen, zum Trost, die der vermeintlichen Sklavin sehr ähnliche Drillingsschwester Oretta zu heiraten. Marchetto und Marmilia bitten ihre Väter für ihre Vergehen um Entschuldigung. Blando fällt, als er seine Kinder sieht, vor Freude in Ohnmacht. Tinca schlägt vor, dass Talanta für den Verlust der „Sklavin“ und des „Sarazenen“ entschädigt werde. Orfinio versöhnt sich mit Armileo.
- Am Ende bemerkt Pizio ironisch, in Anspielung auf Aristoteles’ Poetik, dass man nach einem derart glücklichen Ausgang der Liebesgeschichte berechtigterweise von einer Komödie sprechen könne und Blando wünscht seinen Schwiegersöhnen Gottes Segen und den Zuschauern ein ewiges Leben, ewiges Lob und ewigen Ruhm.

### Zweite Zueignung
Die zweite Zueignung ist Alessandro Piccolomini gewidmet. In der Zueignung behauptet Aretino, er habe für die Abfassung von Lo Ipocrito und La Talanta insgesamt zwei Nächte durcharbeiten müssen. La Talanta habe er Piccolomini geschickt, während er Lo Ipocrito dem Herzog von Florenz geschickt habe. Solle Piccolomini an der Komödie nichts (Gutes) finden, solle er dies dem armseligen Wissen Aretinos und der geringen Zeit, die ihm zugestanden worden sei, zurechnen. Er arbeite derzeit an einer Tragödie des Christus, in der er all sein Können unter Beweis zu stellen gedenke.

### Personen
- Talanta, Kurtisanin
- Aldella, Hausmädchen
- Orfinio, der in Talanta verliebt ist
- Pizio, sein Gefährte
- Costa, Diener Orfinios
- Messer Vergolo (Herr Vergolo), Venezianer
- Fora, Diener
- Marchetto, Sohn Messer Vergolos
- Scrocca, Bauer
- Armileo, der vorgibt, Talanta zu lieben
- Peno, Hauslehrer Armileos
- Biffa, Diener Armileos
- Raspa, Diener Armileos
- Tinca, Soldat
- Branca, Parasit
- Marmilia, Tochter des Soldaten
- Stellina, Dienerin
- Blando, Vater Lucillas, Orettas und Antinos
- Lucilla, als Sarazene verkleidet und gefärbt
- Oretta, als Mann verkleidet
- Antino, als Sklavin verkleidet
- Fedele, Diener Blandos
- Messer Necessitas (Herr Necessitas), Gelehrter
- Pizzicagnolo (Wurst- und Käsehändler)

### Sonstige Informationen
- Für die Bühnenausstattung der Uraufführung von La Talanta war Giorgio Vasari verantwortlich.[1][2]
- Szene 5 des zweiten Aktes beginnt mit einer Anspielung auf Lo Ipocrito (1542). Der Parasit Branca beklagt sich, dass die Parasiten neuerdings fromme Heuchler seien, die versuchten ihren Gönnern alles Mögliche unter die Nase zu binden. Branca sieht sich durch das Verhalten der frommen Heuchler im Nachteil oder gar in existentieller Gefahr. Deshalb möchte er einer von ihnen werden. In Szene 7 des ersten Aktes von Lo Ipocrito empfiehlt die Kupplerin Gemma jemanden, der ihre Dienste in Anspruch nehmen möchte, an Ipocrito (dessen Name auf Deutsch Heuchler bedeutet) weiter. Dieser sei ein Ordensbruder, der weit gerissener sei als sie selbst. Diese Sorte Ordensbrüder hätten sie ruiniert. Ähnlich wie bei Branca hat sich Gemma für einen profitableren Wandel in ihrem Leben entschieden, um wie dieser gleichsam den Anschluss nicht zu verpassen. Einst sei sie Äbtissin gewesen, habe in der Kuppelei und Zuhälterei ein einträgliches Geschäft erkannt und sei auf diese Weise zur Kupplerin geworden.
- Ähnlich wie Liseo in Lo Ipocrito, der in seiner Frau Maja den Grund für alles Übel sieht, das ihm zustößt, gibt Vergolo der übermäßigen Frömmigkeit seiner Frau die Schuld dafür, dass Marchetto mit seinem Geld von zuhause geflohen sei. Andernfalls hätte sie sich im Haus und nicht in der Kirche befunden (vgl. vierter Akt, Szene 19)
- Eine weitere Person, die sich ähnlich wie Liseo verhält, ist Blando, der in seiner Frömmigkeit immerfort glaubt, dass sein Glück oder Pech von der Gunst oder Ungunst Gottes abhänge. Liseo wiederum ist vom Gedanken des ihm geneigten oder abgeneigten Schicksals besessen.
- Wie Porfiria, die in Lo Ipocrito ihrem unglücklich verliebten Prelio vorschlägt, ihre Schwester Sveva an ihrer statt zu heiraten (vgl. fünfter Akt, Szene 9), schlägt Peno Armileo vor, statt der Sklavin, die sich als Antino zu erkennen gegeben hat, Oretta zu heiraten, zumal sie Antino sehr ähnlich sei (vgl. fünfter Akt, Szene 20).
- Die Geschichte von Antino, Lucilla und Oretta erinnert an die von Lidio und Samia in Bibbienas La Calandria.(1513). Auch Lidio und Samia werden durch einen Einfall der Türken voneinander getrennt. Im Argomento, der Zusammenfassung der Handlung von La Calandria ist auch eine mögliche Antwort darauf zu finden, warum Oretta die ganze Zeit über als Mann verkleidet ist und warum sich Lucilla als Sarazene ausgegeben hat: Samia gibt sich demzufolge als Lidio aus, da auf sich allein gestellte Frauen völlig entrechtet sind. Warum sich Antino als Sklavin ausgegeben hat, wird ebenso wenig erklärt und ist aus dem Kontext der Handlung nicht ersichtlich. In La Calandria gibt sich Lidio als Samia aus, um auf diese Weise seine Angebetete besuchen zu können, ohne bei deren Mann Verdacht zu erregen.[3]
- Beim ersten Streich bekommt Costa den Löwenanteil, vorausgesetzt, dass er den betrügerischen Fähigkeiten Foras Glauben schenke (vgl. vierter Akt, Szene 4). Dies erinnert an Ariostos La Cassaria (1508) und an Ruzantes La Piovana (1532). In der erstgenannten Komödie legt der Diener Fulcio wert darauf, ein Erzschwindler und -intrigenstifter zu sein, in der letztgenannten ist es der Diener Garbinello, der um seinen Ruf als Erzbetrüger fürchtet, als ihm ein Streich misslingt.
- Talanta betrachtet in Szene 13 des fünften Aktes, als sie sich für die Ehe mit Orfinio entscheidet, die Ehe nach wie vor ironisch, wenn nicht gar mit Abneigung. Auch in Il Marescalco (1533) wird das Für und Wider der Ehe aus ironischer Sicht beleuchtet (vgl. erster Akt, Szene 6; zweiter Akt, Szene 5 und vierter Akt, Szene 5).
- Trotz der offensichtlichen Anleihen an die altrömische Komödie gibt es zahlreiche Hinweise darauf, dass die Komödie in der Renaissance spielt. So ist Messer Vergolo nach Rom gekommen, um seinem Sohn Marchetto eine Stellung am Hof zu verschaffen. Ein weiterer Hinweis ist, dass die altrömischen Monumente nunmehr Sehenswürdigkeiten sind.[4]
- Douglas Radcliff-Umstead sieht in Tinca dementsprechend ein Vorbild für die Figuren Matamoros und Vallinferno in der Commedia dell’arte, da er eher ein Produkt der unstabilen politischen Situation der Apenninhalbinsel gewesen sein dürfte denn eine bloße Entlehnung an die altrömische Komödie.[5]
- Talanta ist möglicherweise eine Allegorie für den Hof von Rom, der von Personen der gesamten Halbinsel besucht und umworben wird, um sich dort günstige Stellungen zu verschaffen.[6]

### Literarische Einflüsse
- Nach Radcliff-Umstead ist der klassische, d. h. altrömische Einfluss auf die Komödie La Talanta weit größer als im bisherigen Werk Aretinos.
- Eine sehr große Ähnlichkeit besteht zwischen La Talanta und dem Eunuchus des Terenz, insofern als in Eunuchus die Dirne Thais zwei Liebhaber hat: den jungen Phaedria und den Prahler Thraso. In Szene 14 des ersten Aktes von La Talanta findet sich gar eine direkte Anspielung auf Terenz’ Komödie: der relativ junge Orfinio behauptet darin, dass er nicht der junge Phaedria sei, auch wenn es so scheinen möge. Ähnlich wie Tinca in La Talanta schenkt Thraso Thais einen Sklaven.[7]
- In Plautus’ Truculentus konkurrieren drei Freier um die Dirne Phronesium: der zügellose Athener Dinarchus, der Landjunge Strabax und Stratophanes, ein Offizier der babylonischen Armee. Die Beziehung zwischen Talanta und Orfinio ähnelt der zwischen Phronesium und Dinarchus. Talanta bzw. Phronesium hält die Beziehung zu Orfinio bzw. Dinarchus weiterhin aufrecht, obwohl beide relativ arm sind, da sie ihre Armut durch Witz und Schneidigkeit kompensieren.[8]
- Die Verwechslungskomödie um Lucilla, Antino und Oretta weist Parallelen zu Plautus Verwechslungskomödie Menaechmi auf.[9]

### Textausgaben
- Pietro Aretino: La Talanta. in: Pietro Aretino: Tutte le commedie. Mursia, Milano (Mailand) 1968.